# Patri david
Genre
Espèce
Synonymes
- Gamasomorpha david Benoit, 1979

Statut de conservation UICN

 EN B1ab(iii)+2ab(iii) : En danger
Patri david, unique représentant du genre Patri, est une espèce d'araignées aranéomorphes de la famille des Oonopidae.

## Distribution
Cette espèce est endémique des Seychelles. Elle se rencontre sur Mahé et Silhouette.

## Publications originales
- Benoit, 1979 : Contributions à l'étude de la faune terrestre des îles granitiques de l'archipel des Séchelles (Mission P.L.G. Benoit - J.J. Van Mol 1972). Oonopidae (Araneae). Revue de Zoologie Africaine, vol. 93, p. 185-222.
- Saaristo, 2001 : Dwarf hunting spiders or Oonopidae (Arachnida, Araneae) of the Seychelles. Insect Systematics & Evolution, vol. 32, no 3, p. 307-358.